# Oblężenie Osaki
Oblężenie Osaki (大坂の役 Ōsaka no eki lub 大坂の陣 Ōsaka no jin) – seria bitew pomiędzy siogunatem Tokugawa a rodem Toyotomi pod dowództwem Hideyoriego Toyotomi, skoncentrowanych wokół zamku Ōsaka, trwających w latach 1614-1615, zakończonych zwycięstwem sił siogunatu i unicestwieniem rodu Toyotomi. Oblężenie tradycyjnie dzielone jest na kampanię zimową (1614) i letnią (1615), między którymi był krótki okres rozejmu.

## Wydarzenia poprzedzające oblężenie

### Sytuacja w kraju po śmierci Hideyoshiego Toyotomi
W 1598 zmarł Hideyoshi Toyotomi sprawujący do tego czasu pełną władzę nad całą Japonią. Po jego śmierci, zgodnie z jego wolą, kontrolę nad krajem przejęła Rada Pięciu Starszych (Go-tairō, 五大老), która miała zapewnić stabilność w państwie do czasu osiągnięcia pełnoletniości i przejęcia władzy przez jego syna Hideyoriego Toyotomi. Według założenia Hideyoshiego, pomiędzy daimyō wchodzącymi w skład Rady miała panować względna równowaga sił. Jednak po śmierci w kwietniu 1599 jednego z jej członków - Toshiie Maedy - największe wpływy polityczne (i siły militarne) posiadał Ieyasu Tokugawa. Wkrótce też doszło do otwartego konfliktu pomiędzy skupionym wokół niego obozem wojskowym, do którego przyłączyło się wielu daimyō wcześniej podległych rodowi Toyotomi (jak Kiyomasa Katō, Masanori Fukushima) a obozem biurokratów pod wodzą Mitsunariego Ishidy. Wojska obu stron starły się w 1600 w bitwie pod Sekigaharą zakończonej zwycięstwem Ieyasu i ustanowieniem w 1603 nowego siogunatu kontrolowanego przez ród Tokugawa.
Nieletni Hideyori Toyotomi pozostawał w izolacji w zamku Ōsaka, a dochody jego rodu ustalono na 657 400 koku ryżu. Ieyasu ustanowił stolicę administracyjną w Edo, skąd kontrolował poczynania podległych mu rodów, nad którymi roztoczył ścisłą kontrolę. Ten nowy reżim wywołał oburzenie wśród licznych daimyō, z których wielu nadal lub ponownie popierało (choć nie otwarcie) Hideyoriego.
Ieyasu Tokugawa postanowił jeszcze bardziej ograniczyć niezależność rodu Toyotomi, zmuszając Hideyoriego do małżeństwa z Senhime - córką swojego syna Hidetady Tokugawy, a zarazem kuzynkę Hideyoriego ze strony matki (Hideyori i Senhime mieli wspólną babkę O-Ichi, a ich matki Yodo-dono i O-Go były rodzonymi siostrami). W wyniku tego Ieyasu stał się dla Hideyoriego równocześnie wujkiem, ciotecznym dziadkiem i ojcem teścia.

### Wzajemne antagonizmy pomiędzy obiema stronami i bezpośrednie przyczyny konfliktu

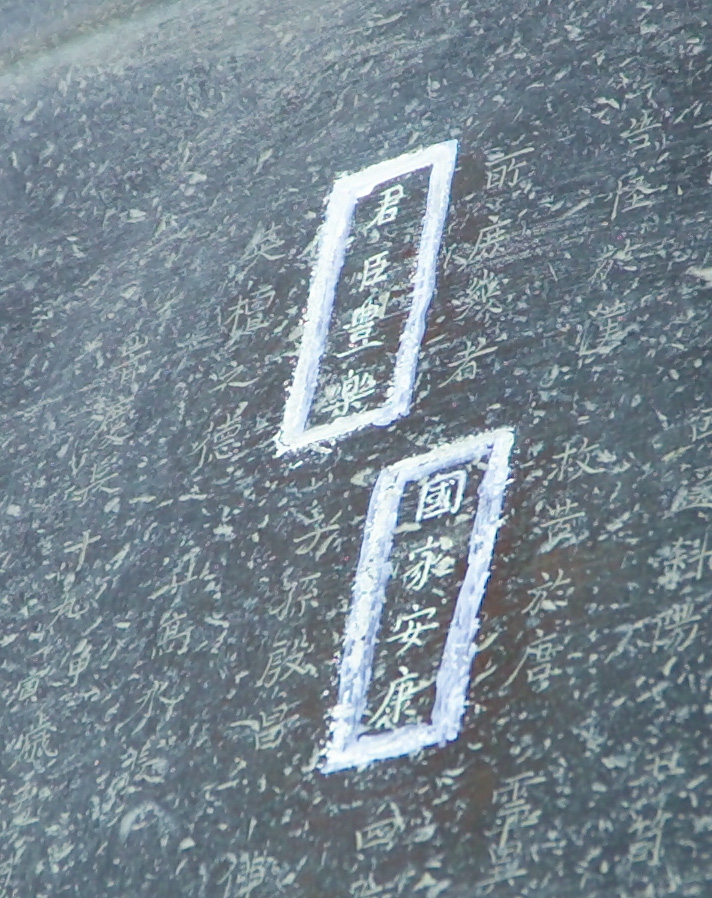
Inskrypcja na dzwonie w świątyni Hōkō-ji. Kontrowersyjne fragmenty zaznaczone są na biało

Przebywający w zamku Ōsaka, młody Hideyori Toyotomi trzymany był w całkowitej izolacji od świata zewnętrznego, zarówno przez swoją matkę Yodo-dono, nieufną wobec Ieyasu, jak i swego oficjalnego opiekuna, Katagiri Katsumoto, który rozpowszechniał w całej Japonii wizerunek Hideyoriego jako osoby słabej i zniewieściałej, by powstrzymać tendencje do rebelii.
W 1611 na zamku Nijō w Kioto miało miejsce spotkanie osiemnastoletniego wówczas Hideyoriego z Ieyasu, na którym podczas dwugodzinnej rozmowy wywarł silne wrażenie dzięki swoim wyśmienitym manierom i inteligencji. Po zakończeniu spotkania, dotychczas nieco pobłażliwy względem Toyotomiego Ieyasu wreszcie zdał sobie sprawę z tego, jak wielkim zagrożeniem może okazać się w przyszłości młody daimyō. Od tego czasu, siogunat radykalnie zmienił swoją politykę wobec rodu Toyotomi przyjmując nastawienie o wiele ostrzejsze i dążąc do całkowitego unieszkodliwienia tego klanu jako głównego zagrożenia dla władzy Tokugawów.
W 1614 Hideyori postanowił opłacić odbudowę świątyni Hōkō-ji w Kioto, swego czasu wybudowanej przez Hideyoshiego, a w 1596 zniszczoną podczas trzęsienia ziemi. Jednym z jej elementów był ogromny dzwon zrobiony z brązu, na którym umieszczono inskrypcję: 国家安康 kokka ankō czyli "pokój dla kraju"). Ieyasu, gdy o tym się dowiedział, wpadł we wściekłość, gdyż uznał, że Hideyori chciał go zniszczyć za pomocą magii.  Albowiem znaki: drugi i czwarty, czytane po sobie układały się w imię "Ieyasu" (japońskie czytanie znaków 家 ie 康 yasu, a sinojapońskie odpowiednio  ka i kō). Ten incydent mocno zaognił stosunki pomiędzy siogunatem a Hideyorim.
Sprawa jeszcze bardziej przybrała na sile, kiedy we wrześniu tego samego roku Toyotomi zaczął zapraszać do swego zamku rōninów z całej Japonii, z których większość utraciła swoje ziemie z powodu bezwzględnej polityki siogunatu. Do Osaki zjechało się wielu bezpańskich samurajów, dla których była to okazja nie tylko do zatrudnienia, ale także do zemsty na znienawidzonych Tokugawach. Kolejnym posunięciem młodego daimyō było zakupienie od kupców europejskich baryłek z prochem. W ten sposób Hideyori pragnął zabezpieczyć swoje ziemie na wypadek ewentualnej agresji ze strony siogunatu odpowiadając tym samym na kolejne sygnały jawnej wrogości ze strony Ieyasu. Paradoksalnie, te działania zapobiegawcze stały się dla Tokugawy kolejnym pretekstem do wypowiedzenia wojny rodowi Toyotomi.

## Plany Tokugawy i Toyotomiego

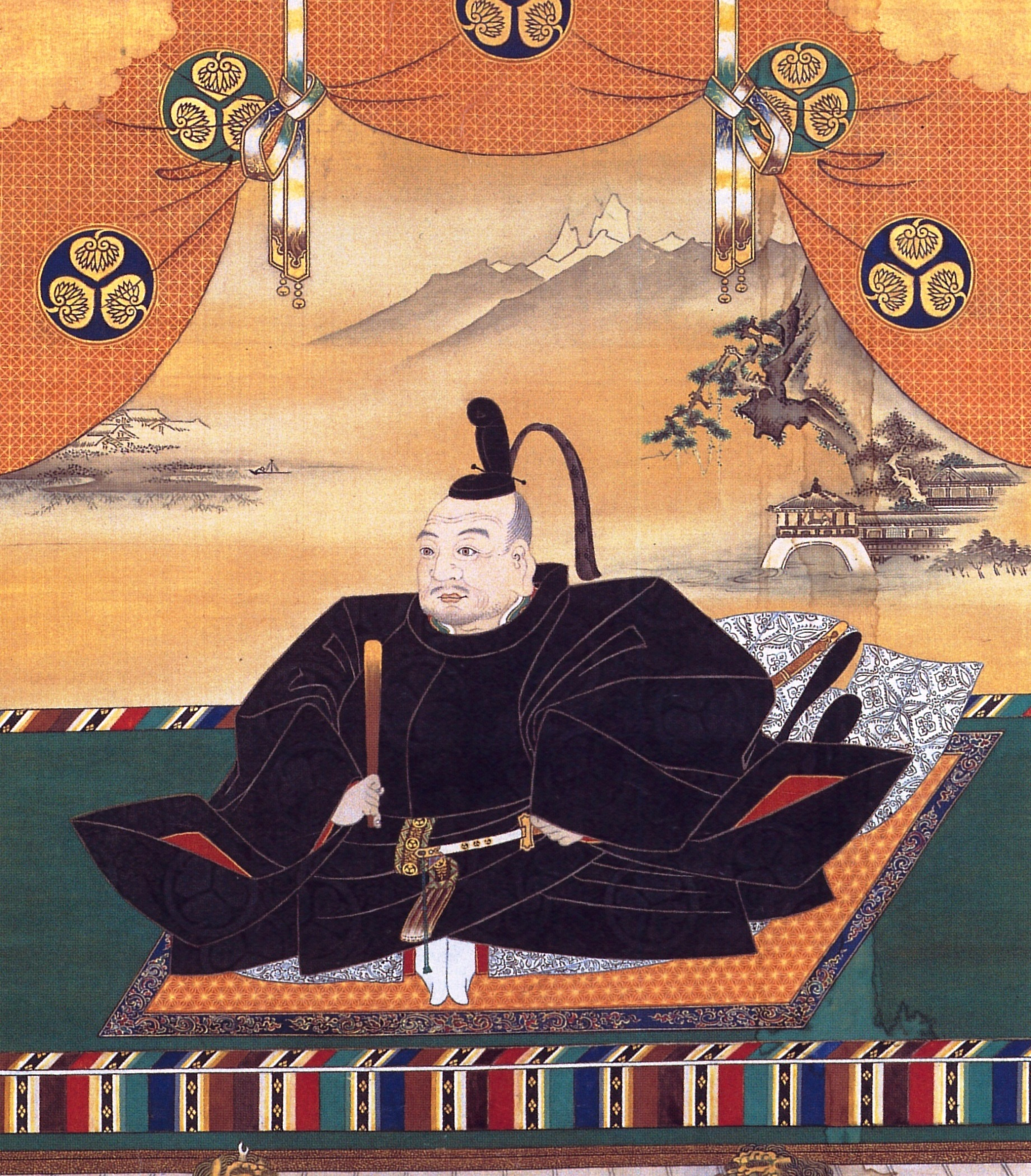
Ieyasu Tokugawa – choć w 1605 zrezygnował z tytułu sioguna, który przekazał swojemu synowi, Hidetadzie, Ieyasu do końca swojego życia sprawował realną władzę nad Japonią i był głównym dowódcą sił wysłanych przeciwko Osace w czasie obu kampanii

Krótko po rozpoczęciu przygotowań do obrony Osaki przez Hideyoriego, Ieyasu Tokugawa postanowił przejść do otwartych działań zbrojnych. Zaplanował operację nazwaną później "kampanią zimową", rozpoczynając od zgromadzenia sił w rejonie Kioto. Oddał je pod dowództwo swojego syna i aktualnego sioguna, Hidetady. Sam wyruszył z Sunpu na czele sporych sił do zamków Nijō w Kioto i Fushimi niedaleko Kioto, gdzie wszystko już przygotowano do generalnego uderzenia na zamek Ōsaka. Jednocześnie, Ieyasu nakazał wszystkim swoim wasalom, aby przybyli na miejsce ze swoimi wojskami i zabezpieczyli pozycje dookoła Osaki.
Mimo iż siogunem był Hidetada, w rzeczywistości głównym dowódcą całej kampanii — zarówno od strony militarnej, jak i politycznej — był Ieyasu Tokugawa, cieszący się absolutnym posłuchem ze strony podległych mu feudałów.
Po tym, jak siogun oficjalnie ogłosił, iż ród Toyotomi jest wrogiem państwa, wielu daimyō niezadowolonych z nowego układu sił, jaki zapanował po bitwie pod Sekigaharą, opowiedziało się po stronie Hideyoriego i przyprowadziło swoje wojska do Osaki, aby wesprzeć go w walce z siogunatem. W przeciwieństwie do sytuacji panującej w obozie Tokugawów, głównym problemem w Osace był brak jednolitego przywództwa. Wprawdzie nominalnie to Hideyori sprawował najwyższą władzę, ale brakowało mu doświadczenia militarnego i z tego powodu w ogromnym stopniu opierał się na swoich generałach, z których najważniejszymi byli Yukimura Sanada i Mototsugu Gotō. Żaden z nich nie cieszył się jednak przeważającym autorytetem i z tego powodu brakowało dowódcy, który posiadałby rozstrzygający głos w spornych kwestiach. Pierwszym przykładem tego mankamentu w dowództwie sił rodu Toyotomi był brak porozumienia w sprawie reakcji na zagrożenie ze strony Tokugawy. Istniały dwa wyjścia: pozostanie w zamku i bierne oczekiwanie na nadejście wojsk siogunatu, bądź też wyprowadzenie wojsk z Osaki i stawienie czoła Tokugawie w polu. Sanada i Gotō opowiadali się za drugą opcją. Zaproponowali strategię polegającą na zabezpieczeniu obu dróg prowadzących do Osaki przy pomocy dwóch armii, a zachowanie samego zamku jako miejsca, do którego można by się ewentualnie wycofać. Jedna z armii miałaby podążyć na wschód i opanować przełęcze w pobliżu Nary, jednocześnie angażując tam siły siogunatu na wystarczająco długi czas, natomiast druga – szybkim atakiem zdobyć zamek w Ibaraki, a następnie iść dalej, by zająć Fushimi i Kioto, a w nim zamek Nijō i pałac cesarski. Przechwyciwszy osobę cesarza, można by ogłosić Ieyasu Tokugawę buntownikiem. Była to strategia pochodząca jeszcze z XII wieku. Pozyskanie cesarskiej aprobaty zapewniłoby prestiż wystarczający do skłonienia wahających się daimyō, aby opowiedzieli się po stronie Hideyoriego. Dodatkowo, armia z Osaki miałaby zająć most w miejscowości Seta (współcześnie w obrębie miasta Ōtsu) na ważnym skrzyżowaniu dróg idących ze wschodu, by zablokować posunięcia wojsk siogunatu. Choć obmyślono plan dokładnie, ostatecznie nie został zrealizowany, gdyż Hideyori postanowił pozostać w zamku przyjmując wariant defensywny.
Zamek Ōsaka otoczony był dwoma liniami potężnych murów obronnych oraz podwójną fosą, a także licznymi wieżami i dodatkowymi umocnieniami. Znajdował się w północno-wschodniej części miasta Osaka, które było z kolei okolone niskimi murami i palisadą, na zewnątrz oblewanych dwoma rzekami i kanałem (na północy — Tenma-gawa, na wschodzie — Nekoma-gawa, a na zachodzie — kanał Ikutama). Z tego powodu, najbardziej podatna na szturm była południowa strona miasta i murów. Spodziewając się, że właśnie tam siogunat skoncentruje swoje ataki, obrońcy podjęli decyzję o wybudowaniu przed południowymi murami dodatkowych umocnień. Wykopano szeroką, suchą fosę, łączącą rzekę Nekoma z kanałem Ikutama, którą wzmocniono kolejną palisadą. Przy głównych bramach miasta wzniesiono wał z ziemi i kamienia, a od zewnątrz, na wschodnim skraju nowej fosy, zbudowano barbakan, składający się z drewnianych ścian i wałów ziemnych. Nazwano go Sanada-maru na cześć Yukimury Sanady, będącego pomysłodawcą tej innowacji.

## Faza I – kampania zimowa

### XI-XII 1614 – otoczenie Osaki przez wojska siogunatu

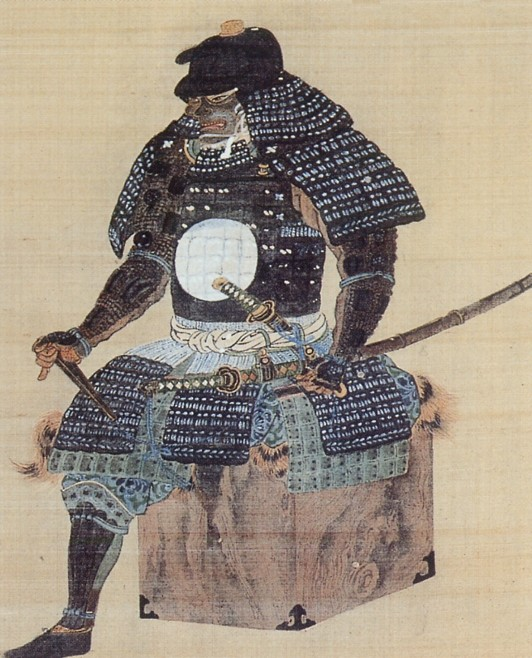
Yoshinobu Satake, jeden z generałów służących pod rozkazami Tokugawy

Do 10 października Ieyasu Tokugawa odebrał przysięgę wierności od 50 daimyō, a 21 października spotkał się z Toshitaką Ikeda, panem zamku Himeji. Z Sunpu 12 listopada wymaszerował na czele swoich wojsk, kierując się w stronę Kioto. Pierwsza zbrojna potyczka miała miejsce już dwa dni później, w Sakai, porcie położonym na południe od Osaki. Przybył tam Katsumoto Katagiri na czele oddziałów siogunatu z zamiarem obsadzenia tamtejszych pozycji, ale na miejscu zastał już wojska Hideyoriego, których atak zmusił go do wycofania się. W tym samym dniu na wojnę wyruszyli dwaj wielcy daimyō z północnej Japonii, Masamune Date z Sendai (nazywany też "Jednookim Smokiem") i Kagekatsu Uesugi z Yonezawa. Dwa dni później Ieyasu dotarł do Kioto i ulokował swoje oddziały na zamku Nijō, a jednocześnie z Edo wyruszył Hidetada wraz z głównymi siłami rodu Tokugawa.
Do 10 grudnia wszystkie wojska Tokugawy były już rozmieszczone na odpowiednich stanowiskach — 20-tysięczna armia Hidetady stacjonowała w Fushimi, a 30-tysięczna armia Ieyasu w Nijō. Uzyskały one znaczną pomoc od lokalnego daimyō, Toshitakiego Ikedy, który 6 grudnia opanował tereny po obu stronach drogi prowadzącej do Osaki od północy, umożliwiając tym samym podciągnięcie linii wojsk Tokugawy do północnego brzegu rzeki Tenma.
Między 15 a 18 grudnia Ieyasu i Hidetada przenieśli się z Kioto pod Osakę, podążając drogą okrężną przez Narę i masyw wzgórz Ikoma, dzięki czemu byli osłonięci przed ew. atakiem wojsk Toyotomiego. Ieyasu zakładał obranie najdłuższej z możliwych tras i utworzenie kwater polowych na południe od Osaki. Hidetada rozlokował swój obóz 17 grudnia w Hirano, a jego ojciec dzień później w Sumiyoshi, zachowując pewną odległość od nieprzyjaciela. W tym samym czasie pozostali 'dowódcy' zajęci byli jeszcze zabezpieczaniem pozycji wokół miasta, a część z nich (pochodząca z dalszych prowincji) nadal jeszcze nie przybyła.

### 19-29 XII 1614 – umocnienie pozycji wokół zamku
19 grudnia Yoshishige Hachisuka z oddziałem 5000 samurajów przeprowadził atak na fort Kizugawaguchi, leżący na skraju miasta, u ujścia rzeki Kizu i będący punktem o dużym znaczeniu strategicznym. Z pomocą Nagaakiry Asano i Tadakatsu Ikedy, Yoshishige zdołał wyprzeć z fortu oddziały Teruzumi Akashi.
26 grudnia miały miejsce dwie potyczki określane wspólnie bitwą pod Shigino-Imafuku na północny wschód od zamku. Między rzekami Yamato (uwaga: w 1704 zmieniono jej bieg, tak że całkowicie omija ona współczesną Osakę) i Hirano zostały zbudowane umocnienia, na które natarły oddziały Kagekatsu Uesugi. Garnizon Osaki dokonał wówczas wypadu poza mury zamku, który poprowadzili Harunaga Ono i Tadasu Watanabe. Z kolei Uesugi został wsparty wojskami należącymi do Nagashige Niwy, Tadaharu Horio i Yasukatsu Sakakibary. Mimo ciężkiej sytuacji, Kagekatsu pozostał na swojej pozycji wbrew sugestiom Ieyasu, aby tymczasowo się wycofać. Równocześnie, tego samego dnia, po północnej stronie rzeki Yamato, Yoshinobu Satake na czele 1500 samurajów poprowadził atak, zdobywając trzy forty w Imafuku, lecz wkrótce został zaatakowany przez Mototsugu Gotō i Shigenari Kimurę, którzy dokonali szybkiego wypadu z zamku. Pomimo zmiennych losów walk, ostatecznie, pod wieczór obie pozycje – Imafuku oraz Shigino – znalazły się pod kontrolą wojsk siogunatu. W obu bitwach ich oddziały zapewniły sobie przewagę dzięki wykorzystaniu w walce arkebuzów.
Dwie akcje mające na celu opanowanie ważnych umocnień zamkowych na północnym zachodzie zostały przeprowadzone 29 grudnia. Podczas pierwszej z nich siły siogunatu zdobyły fort Bakurofuchi (nazywany też Bakuro-ga-fuchi). W ataku uczestniczyli Tadafusa Ishikawa oraz Yoshishige Hachisuka. Dowodzący fortem Kanesuke Susukida nie był obecny na posterunku, spędzając czas w domu publicznym.
Druga operacja miała miejsce na północ od Bakurofuchi. W dwóch potyczkach określanych wspólnie bitwą o Nodę-Fukushimę dowodzący flotą sprzymierzoną ze stroną Tokugawy, Moritaka Kuki zajął ujście rzeki położone nieopodal fortu Noda, a następnie zdobył go za pomocą ataku morskiego, podczas którego w nowatorski sposób wykorzystał na swoich okrętach nowe działa zakupione od Europejczyków, ostrzeliwując pozycje nieprzyjaciela. Następnie brat Toshitaki Ikedy, Tadatsugu Ikeda, zajął pobliski fort Fukushima, od strony lądu atakując osłabione umocnienia. Również w tym przypadku przegraną przypisuje się lekceważącej postawie dowódcy fortu Harutane Ono, który zignorował możliwość ataku w złych warunkach atmosferycznych.

### 3 I 1615 – bitwa o Sanada-maru
Po bitwie o Nodę-Fukushimę wszystkie forty położone dokoła Osaki znalazły się w rękach Tokugawy. Zabezpieczywszy teren, wojska siogunatu rozstawiły swoje oddziały na odpowiednich pozycjach, tak aby otoczyć zamek równomiernie ze wszystkich stron. Postawiono prowizoryczne budynki, w których zakwaterowano samurajów, a stanowiska odgrodzono palisadą. W regularnych odstępach zbudowano też wieże obserwacyjne, na których zawieszono flagi tych daimyō, do których należał dany sektor. Przed fosą okalającą mury obronne usypano wał ziemny i umieszczono słomiane osłony wypełnione piaskiem, skąd stały ostrzał prowadziła piechota ashigaru. Na początku stycznia Ieyasu i Hidetada przenieśli swoje kwatery na wzgórza (kofun) bliżej zamku — odpowiednio na Chausayama i Okayama (której nazwę po bitwie zmieniono na Okachiyama - Wzgórze Zwycięstwa - i pod taką nazwą znane jest współcześnie).
Agresorzy nie mogli sobie pozwolić na zwłokę, gdyż posiadali ograniczone zapasy żywności w przeciwieństwie do świetnie zaopatrzonego garnizonu Osaki, przygotowanego na długotrwałe oblężenie. Gdy wszyscy zajęli swoje pozycje, wojska Tokugawy przypuściły generalny szturm na umocnienia miasta, który poprowadził Toshitsune Maeda, najpotężniejszy z wasali Tokugawy, posiadający 12-tysięczną armię. Celem ataku było Sanada-maru i sucha fosa oraz mury oddzielające Tokugawę od zewnętrznych umocnień miejskich po stronie południowej. Yukimura Sanada stacjonował na wzgórzu Sasayama, dowodząc dużym oddziałem złożonym z 5000 samurajów. Na wieść o ataku wycofał się za linie obronne, Sasayamę oddając bez walki wojskom nieprzyjaciela. Część sił Maedy zapędziła się dalej i sprowokowana przez obrońców przypuściła szturm na umocnienia Sanada-maru. Atak został jednak odparty przez żołnierzy wyposażonych w arkebuzy, którzy umiejętnie wykorzystali położenie Sanada-maru, zapewniające możliwość prowadzenia krzyżowego ognia.
Do kolejnego ataku Ieyasu Tokugawa posłał swojego wnuka, Tadanao Matsudairę z 10 000 wojsk oraz Naotakę Ii, którego doborowy oddział 4000 samurajów nazywano "czerwonymi diabłami" z powodu charakterystycznych jaskrawo-czerwonych pancerzy. Miał on również na swoich usługach oddział wojowników ninja pod dowództwem Yo'emona Miury, będącego na służbie u rodu Ii. Wywiązała się bitwa z obrońcami, w której jednak agresorzy ponosili coraz to większe straty, a sam Naotaka został ranny kulą w łokieć. Pierwszej pomocy jemu, jak również innym rannym samurajom, udzielili ninja, nie biorący bezpośredniego udziału w walce. Wkrótce Naotaka Ii wydał rozkaz odwrotu, ale w zgiełku bitwy jego rozkazy nie były słyszalne. Nakazał Yo'emonowi Miura, aby oddziały ninja zaczęły strzelać do własnych sojuszników. Kiedy nacierający na Sanada-maru samurajowie zdali sobie sprawę, że są atakowani również od tyłu, zawrócili, aby stawić czoła nowemu przeciwnikowi i w ten sposób, podążając za cofającymi się ninja, nieświadomie wykonali odwrót. Bitwa o Sanada-maru została wygrana przez Yukimurę Sanada i obrońców Osaki.

### 3-4 I 1615 – dalsze niepowodzenia siogunatu
Wycofawszy się, Naotaka Ii i Tadanao Matsudaira przegrupowali swoje siły i, nie wracając do obozu, od razu przypuścili kolejny szturm — tym razem na bramę Hachome-guchi, kontrolującą południowe wejście do miasta. Ta nagła zmiana kierunku ataku zaskoczyła obrońców, co — w połączeniu z impetem szturmu — pozwoliło agresorom na pokonanie umocnień i przedostanie się za linię fortyfikacji. Dowodził tam Shigenari Kimura, który wraz z 8-tysięcznymi wojskami zdołał przeprowadzić skuteczne kontrnatarcie i wyparł napastników z powrotem poza mury. Tokugawa posłał pod mury posiłki w postaci 700 samurajów, dowodzonych przez Hirotakę Terazawa i Shigemasę Matsukura. Kimura dokonał jednak wypadu i zaatakował ich, nim połączyli się z resztą sił. Po kilkugodzinnej bitwie, Kimura odniósł zwycięstwo odrzucając posiłki, aż do linii kontrolowanych przez wojska siogunatu.
4 stycznia 4-tysięczne wojska Takatory Tōdō zaatakowały bramę Tanimachi-guchi, położoną na południowym odcinku murów, ale nieco na zachód od bramy Hachome-guchi, którą atakowano poprzednio. Obrońcami na tym odcinku dowodził Nagayori Oda, prawnuk Nobunagi Ody, ale popadł on w kłótnie ze swoimi oficerami. Niezgoda wśród żołnierzy z Osaki umożliwiła napastnikom przeforsowanie umocnień i przedarcie się do miasta. Tam jednak zostali odparci przez Morichikę Chōsokabe i 5000 samurajów służących jego rodowi, który poprowadził kontratak. Wśród wycofujących się oddziałów siogunatu zapanowała panika i tylko przytomne działania jednego z oficerów Takatory Tōdō zapobiegły rozproszeniu i umożliwiły przegrupowanie po zewnętrznej stronie zamku.
Te dwie porażki, poprzedzone druzgocącą klęską bitwie o umocnienia Sanada-maru, przekonały dowództwo sił siogunatu o nieskuteczności bezpośrednich ataków na tak dobrze bronioną Osakę. Syn Ieyasu, siogun Hidetada Tokugawa, który dotychczas nosił się z myślą o przypuszczeniu generalnego szturmu na miasto, skłonił się ku poglądom swego ojca, będącego zwolennikiem ostrożniejszej taktyki.

### 8-19 I 1615 – ostrzał zamku przez artylerię Tokugawy

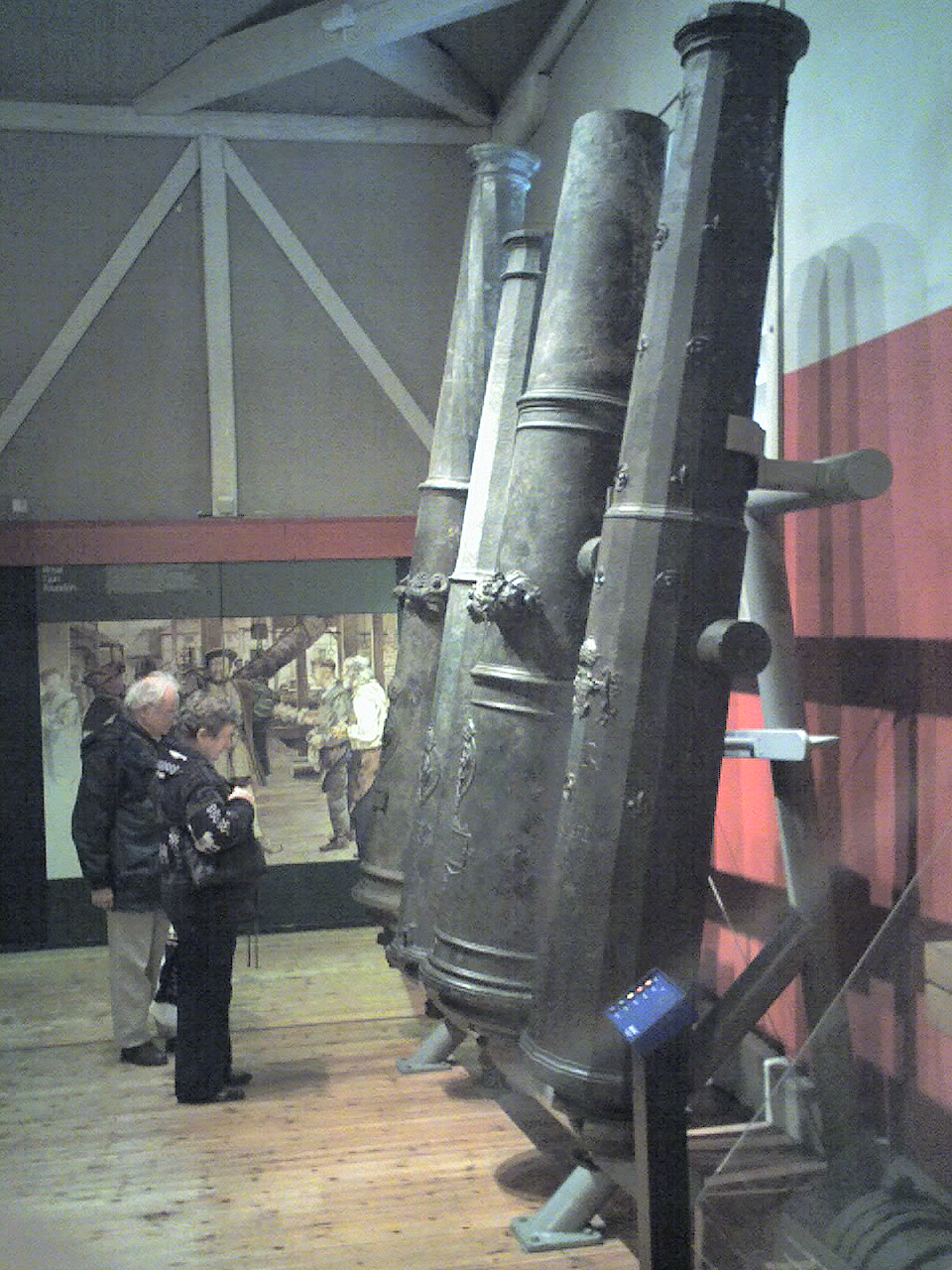
Brązowe kolubryny podobne do tych, jakie Ieyasu zakupił od Anglików i wykorzystał w czasie oblężenia Osaki

W obliczu tak niekorzystnej sytuacji, Ieyasu Tokugawa postanowił wykorzystać do ataku artylerię. Łącznie składało się na nią 300 dział, z których 10 stanowiły potężne działa europejskie (w tym 4 angielskie kolubryny, 1 angielski saker oraz 5 mniejszych holenderskich dział nazywanych przez Japończyków ishibaya), natomiast pozostałe były działami o mniejszym zasięgu (wyjątkiem była słynna armata "Shibatsuji", nazwana od imienia swego twórcy, będąca pierwszym ciężkim działem zbudowanym w Japonii i jedynym działem produkcji japońskiej użytym pod Osaką przez Tokugawę). Artylerię tę siogunat zakupił od angielskich i holenderskich kupców krótko przed atakiem na Osakę, jako formę przygotowań do oblężenia. W przeciwieństwie do Tokugawy, Hideyori Toyotomi posiadał wyłącznie tradycyjne japońskie działa ładowane odtylcowo, nazywane furanki. Większość z nich była nieduża, a zasięg ich strzałów był niewielki. Wyjątek stanowiły jedynie dwa furanki, "Tarō" i "Jirō", o rozmiarach i sile rażenia porównywalnych do "Shibatsuji", które Hideyori umieścił po obu stronach bramy Sakura, znajdującej się w centralnej części zamku i broniącej dostępu do jego głównej baszty.
Tokugawa ulokował swoje dalekosiężne kolubryny na południe od Osaki, na stanowiskach kontrolowanych przez Takatorę Tōdō, Naotakę Ii i Tadanao Matsudairę, skąd miano prowadzić ostrzał na zewnętrzne umocnienia miasta. Z kolei na północy rozstawił resztę armat mających ostrzeliwać sam zamek, a konkretnie jego główną wieżę, w której rezydował Hideyori. Obrońcy umieścili swoją artylerię na murach, ale żadne z ich dział, nawet "Tarō" i "Jirō", nie mogło dosięgnąć pozycji Tokugawy.
Wstępny ostrzał zamku przez artylerię siogunatu rozpoczął się 8 stycznia i był prowadzony przez trzy kolejne dni o godzinie 10:00 — rano i wieczorem. W tym samym czasie trwały prace nad wykonaniem podkopu pod zewnętrznymi murami miasta. Wraz z pociskami kilkakrotnie wysyłano wiadomości wzywające obrońców do poddania się, lecz nie otrzymano żadnej odpowiedzi. 15 stycznia Ieyasu nakazał rozpoczęcie pełnego ostrzału zamku przez wszystkie działa jednocześnie. Był to pierwszy w historii Japonii przykład zmasowanego wykorzystania armat takiego kalibru. Jednakże, pomimo niespotykanej dotychczas siły ognia, Tokugawa zdawał sobie sprawę, że zniszczenie grubych murów zamku o obwodzie wynoszącym 14,5 km, do tego osadzonych na solidnych kamiennych fundamentach wypełnionych ziemią, za pomocą jedynie 10 dużych dział, jest nierealne. Jego głównym zamiarem było wzbudzenie w obrońcach strachu za sprawą ogromnego huku, jaki wydawały z siebie kolubryny podczas ostrzału. Aby jeszcze bardziej wzmóc presję, Ieyasu nakazał swoim żołnierzom, by o określonych godzinach nocnych oddawali strzały z arkebuzów i wznosili głośne okrzyki sugerujące obrońcom, że lada chwila może rozpocząć się szturm.
W odpowiedzi na ostrzał artyleryjski, w nocy z 16 na 17 stycznia Naotsugu Ban ze 150 samurajami dokonał wypadu z zamku przez most Honmachi przy zachodnim murze. Tymi niewielkimi siłami zaatakował 5-tysięczne wojska należące do Yoshishige Hachisuke, zadając im ogromne straty. Oddział wypadowy zdążył wrócić za mury, nie odnosząc większych strat.
Pomimo iż artyleria Tokugawy nie miała szans na zniszczenie głównych murów zamku w tak krótkim czasie, jej strzały sięgały dalej, wielokrotnie trafiając w wewnętrzne zabudowania Osaki, tj. kwatery samurajów i magazyny, w dużej mierze zbudowane z drewna. Zdołały wprowadzić wśród obrońców spore zamieszanie dwukrotnie trafiając — 15 i 17 stycznia — w apartamenty Yodo-dono, matki Hideyoriego, która zaczęła panikować i naciskać na swojego syna, by przystąpił do rokowań pokojowych z Tokugawą. W efekcie, siogunat postanowił tymczasowo wstrzymać ostrzał.

### Koniec kampanii zimowej i negocjacje pokojowe
Po tych incydentach obrońcy zdecydowali się przystąpić do rozmów. Ieyasu prowadził negocjacje bezpośrednio z Yodo-dono za pośrednictwem swojej dwórki, Ocha-no-tsubone. Starał się wykorzystać jej nerwowość i lęk do wpłynięcia na Hideyoriego, który, wraz z większością generałów, nastawiony był do rokowań bardzo sceptycznie i wielokrotnie zaznaczał, że jest gotów bronić się w zamku aż do samego końca. Tokugawa zaproponował, iż w zamian za oddanie mu Osaki, obieca wszystkim bezpieczeństwo (łącznie z wyjętymi spod prawa rōninami, których siogun zobowiązał się ułaskawić), a także podaruje rodowi Toyotomi w zamian dwie duże prowincje. Były one położone na wyspie Honsiu i znajdowały się w strefie wpływów siogunatu. Hideyori odpowiedział, że jest gotów przystać na propozycję tylko pod warunkiem, iż prowincje, które otrzyma, będą leżeć na wyspie Sikoku, co z kolei było nie do przyjęcia dla Ieyasu, chcącego trzymać młodego daimyō jak najbliżej swojej siedziby.
Większość dowódców z Osaki była zdecydowanie przeciwna opuszczaniu zamku, niezależnie od warunków porozumienia, gdyż miała w pamięci okrutne poczynania Ieyasu Tokugawy podczas jego poprzednich kampanii wojennych i wiedziała z doświadczenia, że nie można mu ufać. Ostatecznie, widząc determinację obrońców, siogunat postanowił pójść na kompromis. 21 stycznia sporządzono oficjalny dokument zawierający warunki pokoju — wycofanie się wojsk Tokugawów i pozostawienie Hideyoriego w Osace jako bezpośredniego wasala sioguna — który został podpisany przez obie strony i przypieczętowany krwią przez Ieyasu. Tego samego dnia, wszystkie siły siogunatu odstąpiły od oblężenia i poczęły się wycofywać.

## Przerwa w działaniach zbrojnych; plany obu stron
Jeden dzień po wycofaniu się wojsk, 22 stycznia, tysiące samurajów zawróciło, podeszło pod miasto wyposażone w łopaty i kilofy i poczęło z miejsca burzyć jego zewnętrzne mury, zasypując gruzami fosę. Prace rozbiórkowe z polecenia ojca nadzorował Hidetada Tokugawa. Jeden z dowódców Osaki, Harunaga Ono, który najszybciej spostrzegł to zdarzenie, protestował mówiąc, że nie jest to zgodne z umową, ale nie osiągnął zamierzonego rezultatu. Hideyori nie chciał łamać zawartego dopiero pokoju, dlatego wahał się przed przepędzeniem pracujących samurajów siłą. Zamiast tego, posłał oficjalną skargę do Kioto, jednak zanim doczekał się stamtąd jakiejkolwiek reakcji, rozbiórka była już na ukończeniu. Odpowiedź od Ieyasu nadeszła praktycznie po wszystkim i była bardzo zdawkowa; Tokugawa tłumaczył Hideyoriemu, że skoro zawarli między sobą wieczysty pokój, to w takim razie nie istniała potrzeba dalszego utrzymywania murów wokół miasta. Mury zamkowe pozostały nietknięte.
28 stycznia Ieaysu Tokugawa został oficjalnie przyjęty na audiencji u cesarza Go-Mizunoo, którego poinformował o pokojowym zakończeniu walk pod Osaką. Jednocześnie zamierzał wznowić kampanię wojenną, jak tylko skończy się zima i będzie można zaopatrzyć się w zapasy żywności na czas oblężenia. Planował ponowne wykorzystanie wzgórz Chausayama i Okayama jako stanowisk dowódczych i bazy wypadowej, wykorzystanie artylerii na osłabionej Osace, a na koniec generalny szturm na obrońców wyczerpanych długotrwałym oblężeniem. O tym, że Tokugawa od początku planował doprowadzić do kolejnej wojny z Hideyorim i ostatecznie go unicestwić świadczy fakt, iż już 8 lutego, pomimo zawartego niedawno pokoju, Ieyasu złożył duże zamówienie na kolejne działa.
Po okresie względnego spokoju, który trwał aż do końca zimy i przez większą część wiosny, do Hideyoriego zaczęły dochodzić wieści o wrogich zamiarach siogunatu. Bezzwłocznie nakazał odkopanie zasypanej fosy i chociaż częściową naprawę rozebranych wcześniej umocnień miejskich. Do Osaki stopniowo w coraz większych liczbach zaczęli powracać rōninowie na bezpośrednie zaproszenie Toyotomiego. Oba te działania stały się dla Tokugawy pretekstem do wznowienia działań wojennych. Opinia publiczna została ukształtowana przez plotki rozpuszczane przez siogunat, jakoby armia z Osaki planowała atak na Kioto, co nie miało żadnego odzwierciedlenia w rzeczywistości. Prawdziwe intencje siogunatu stały się wkrótce dla wszystkich oczywiste i generałowie z Osaki przystąpili do układania planu mającego powstrzymać nieprzyjaciela. Chociaż mury zamkowe pozostały nietknięte, to znacząco ucierpiała zewnętrzna linia obrony w postaci murów otaczających miasto. Z tego powodu, zwyczajna obrona twierdzy (tak jak w przypadku kampanii zimowej) nie była zadowalającym rozwiązaniem, dlatego sięgnięto po wariant ofensywny. Planowano powstrzymać siły Tokugawy, nim zbliżą się do Osaki, i stawić im czoła w polu.

## Faza II – kampania letnia

### 1 V-2 VI 1615 – podejście Tokugawy pod Osakę i pierwsze starcia zbrojne
1 maja Ieyasu wraz z wielką armią opuścił Sunpu, gdzie przebywał dotychczas. Oficjalnym celem jego podróży był zamek w Nagoi, gdzie miał się odbyć ślub jego młodszego syna, Yoshinao. W tym samym czasie, najstarszy z jego synów, siogun Hidetada, nakazał wszystkim daimyō stawienie się z wojskami na zamku Fushimi. Po zakończeniu uroczystości weselnych, Ieyasu skierował się bezpośrednio do zamku Nijō, gdzie dotarł 15 maja. 7 maja Hidetada opuścił Edo i 18 maja zawitał w Fushimi, aby spotkać się ze swoimi wasalami. Wszyscy daimyō lojalni wobec siogunatu stawili się tam do 22 maja i połączyli z głównymi siłami.
Na wieść o posunięciach wojsk Tokugawy, obrońcy Osaki przystąpili do realizacji obmyślonej strategii. Przewidując, że nieprzyjaciel może obrać drogę prowadzącą ze wschodu z Nary, 23 maja Harufusa Ono wymaszerował w tamtym kierunku wraz z 4-tysięcznym wojskiem. Przebył pasmo wzgórz Ikoma i przełęcz Kuragari, po czym zaatakował zamek Kōriyama, którym zarządzał wasal Tokugawy, Masatsugu Tsutsui. Nie zdołał go jednak zdobyć, więc zadowolił się spustoszeniem okolicy i 24 maja powrócił do Osaki. Następnego dnia, Harufusa Ono ponownie wyruszył — tym razem na południe, podążając wzdłuż wybrzeża. Napadł na miasto portowe Sakai znajdujące się w rękach siogunatu i je podpalił. Następnie ruszył dalej, przeciwko zamkowi Kishiwada, zarządzanemu przez Yoshihide Koide, który zaatakował i zdobył. Po tym sukcesie, 26 maja Harufusa (po stratach poniesionych w dniach poprzednich, jego armia liczyła ok. 3 tysiące) postanowił zająć zamek Wakayama, będący bardzo ważnym, strategicznie położonym punktem, gdzie przebywał jeden z potężniejszych daimyō podległych siogunowi, Nagaakira Asano, mający ze sobą 5 tysięcy żołnierzy. Obaj dowódcy stawili sobie czoła w bitwie pod Kashii, którą Harufusa Ono przegrał. Odniósłszy spore straty (zginął m.in. towarzyszący mu Naotsugu Ban, autor zwycięstwa przy moście Honmachi, w nocy z 16 na 17 stycznia), wojska Osaki wycofały się z powrotem do zamku.
Ieyasu i Hidetada spotkali się w Kioto, skąd 2 czerwca wyruszyli na czele pełnej armii rodu Tokugawa i wszystkich jego wasali. Swoje siły podzielili na dwie części: pierwsza, mniejsza, składała się z 38 tysięcy ludzi pod dowództwem Masamune Date i szła drogą przez Narę, góry Ikoma i zamek Kōriyama, zbliżając się do Osaki od południowego wschodu. Druga natomiast, znacznie większa, składała się ze 121 tysięcy samurajów pod wodzą obu Tokugawów i maszerowała od drugiej strony gór, zachodząc Osakę od północnego wschodu. Ta druga armia jeszcze 2 czerwca dotarła do miejscowości Hoshida, gdzie spędziła noc.

### 3 VI 1615 – próby powstrzymania ofensywy przez generałów z Osaki

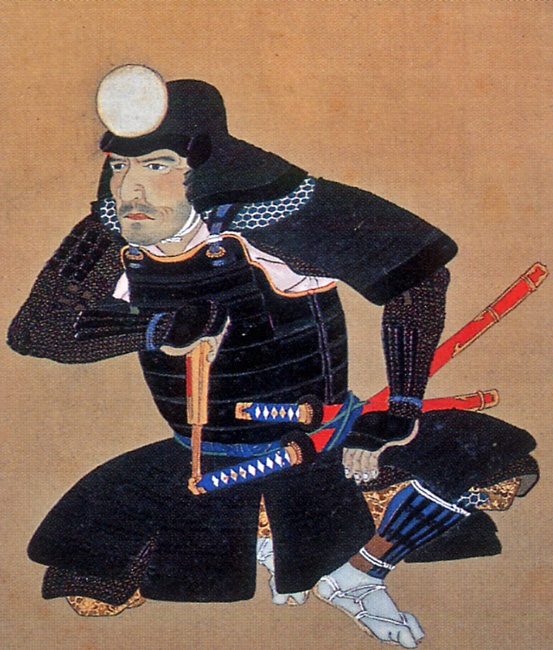
Mototsugu Gotō, dowódca służący rodowi Toyotomi. Podczas bitwy pod Dōmyōji poświęcił życie, aby zatrzymać kilkukrotnie liczniejsze wojska siogunatu

#### "Bitwa wśród grobów"
Pierwsza część wojsk siogunatu, idąca przez Narę i Kōriyamę, dzieliła się na dwie części: mniejszą, idącą w awangardzie pod dowództwem Tadamasy Hondy i Tadaakiego Matsudairy, a także drugą, dużo silniejszą, posuwającą się w pewnym oddaleniu. Zamierzała przejść obok miejscowości Dōmyōji, w pobliżu której znajdowały się duże kofuny, czyli kurhany z V-VII wieku, będące grobowcami japońskich cesarzy. Stacjonowały tam wojska rodu Toyotomi pod dowództwem Mototsugu Gotō w liczbie 2800 samurajów, mające za zadanie zatrzymać napastników do czasu nadejścia liczniejszych sił z Osaki. Armia siogunatu maszerowała drogą przez góry Ikoma, w pobliżu rzeki Yamato. Przed świtem 3 czerwca siły Mototsugu zaczęły się wspinać na górę Komatsu-yama, skąd planował on znienacka zaatakować przeciwników idących przez wąwóz. Nastąpił świt i wszystko przesłoniła gęsta mgła. Zwiadowcy, których wysłał przodem donieśli mu, że wrogie oddziały również zaczęły wspinać się na Komatsu-yamę, od drugiej strony. Mototsugu wydał rozkaz szarży pod górę, by jak najszybciej dotrzeć na szczyt. Tam spotkał się z awangardą wojsk Tokugawów, z którymi wywiązała się walka. Samurajowie Mototsugu wiedli prym, spychając wroga w dół zbocza, jednak niedługo wkrótce przybyły pozostałe, dużo liczniejsze oddziały Armii Wschodu. Mototsugu próbował utrzymać pozycje na wzgórzach wystarczająco długo, by zdążyły przybyć posiłki, ale ostatecznie został wyparty z Komatsu-yamy i odniósłszy ranę w bitwie popełnił seppuku.
Pokonawszy wojska Mototsugu, armia siogunatu zeszła ze zbocza i kontynuowała swój marsz w kierunku Dōmyōji. Mniej więcej w tym czasie mgła się rozwiała i dowódcom Tokugawy ukazały się spóźnione wojska z Osaki stojące po drugiej stronie rzeki Ishi. Armia z Osaki liczyła w sumie 15 tysięcy samurajów i na jej czele stał Yukimura Sanada. Na lewym skrzydle dowodził Kanesuke Susukida, który chciał wziąć odwet za porażkę, jaką poniósł podczas kampanii zimowej. Wraz z tysiącem żołnierzy wysunął się do przodu i zajął pozycję bezpośrednio na brzegu rzeki, gdzie zaangażował w walkę znaczną część armii siogunatu. Susukida ostatecznie poległ, ale jego ludzie zdołali przytrzymać połowę wrogiej armii przez długi czas. Najpotężniejszy z generałów Tokugawy, jacy walczyli pod Dōmyōji, Masamune Date, przebił się dalej na czele swoich 10-tysięcznych wojsk i wdał się w walkę z głównymi siłami Osaki, dowodzonymi przez Sanadę. Bitwa trwała jeszcze przez pięć godzin ze zmiennymi losami i po tym czasie, Yukimura Sanada postanowił ustąpić. Zarządził odwrót do zamku. Większość sił siogunatu, które walczyły nad rzeką była wyczerpana i poniosła duże straty, a jedynym dowódcą, którego oddziały nie ucierpiały, był Tadateru Tokugawa, młodszy brat sioguna. Wraz ze swoimi 9-tysięcznymi wojskami zajmował on miejsce na tyłach i ominęły go najcięższe walki. Otrzymał rozkaz ruszenia w pościg za Sanadą, jednak odmówił, uzasadniając to zmęczeniem swoich żołnierzy.

#### Bitwy pod Yao i Wakae

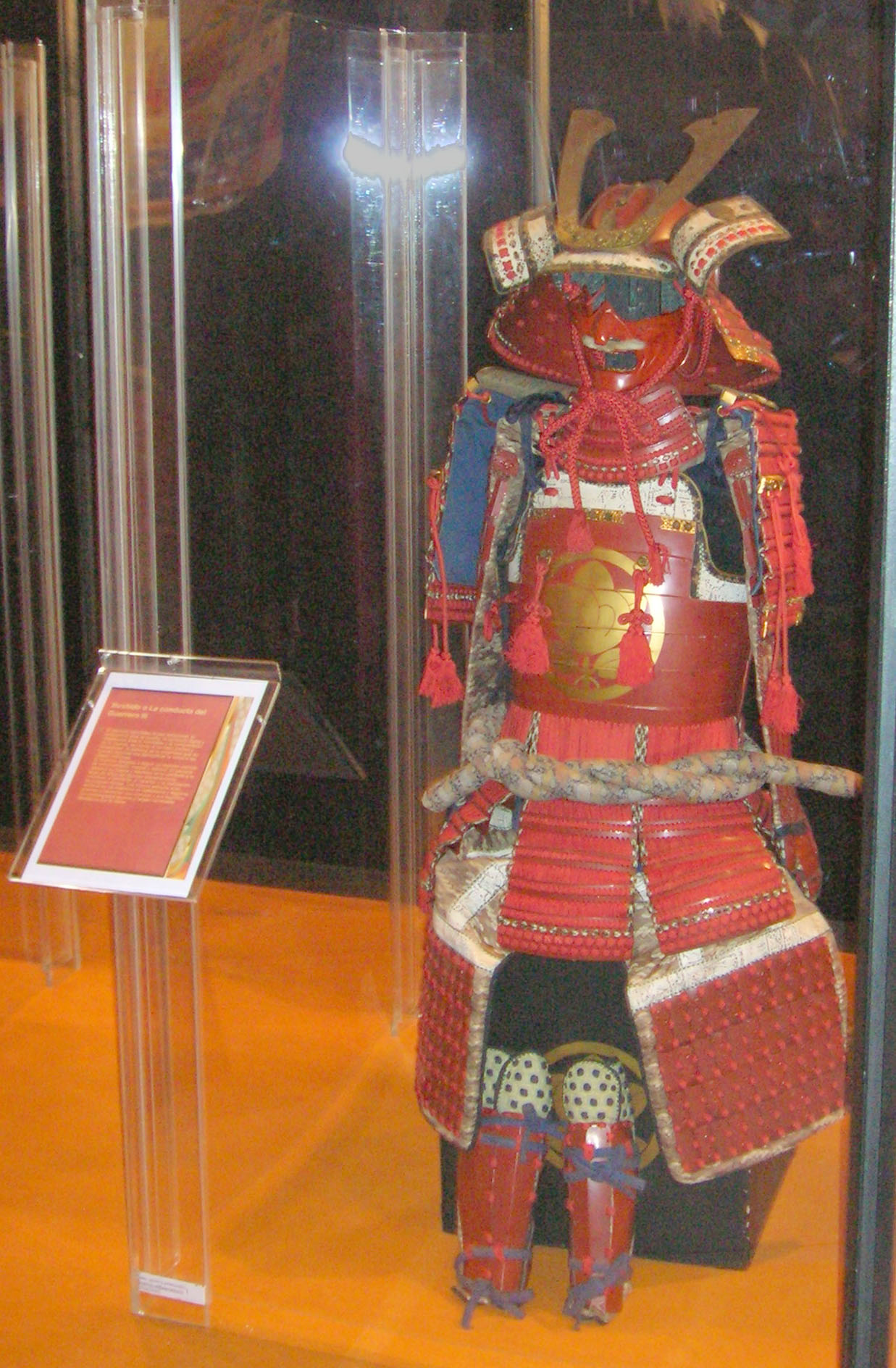
Zbroja jednego z samurajów formacji "czerwonych diabłów", służących rodowi Ii

W czasie, kiedy pierwsza część Armii Wschodu pod dowództwem Date walczyła pod Dōmyōji, reszta wojsk siogunatu maszerowała od północnego wschodu, z miejscowości Hoshida, w kierunku wioski Hirano, leżącej na przedpolach Osaki. Pozycje obrońców ulokowane były wzdłuż głównej drogi. Ieyasu Tokugawa podzielił swoje siły i posłał je na zachód, nakazując atak w różnych punktach, aby jednocześnie przełamać kordon obronny rozstawiony przed Osaką. Do pierwszego starcia doszło w pobliżu wsi Yao, którędy maszerował jeden z wasali sioguna, Takatora Tōdō z 5-tysięcznym wojskiem. Próbę powstrzymania go podjął Morichika Chōsokabe, mający do swojej dyspozycji 5300 żołnierzy. Ostatecznie, po dłuższej i zaciętej walce, w której zginęli dwaj synowie Takatory — Takanori i Ujikatsu — Morichika dał za wygraną.
Jednocześnie, dalej na północ, nieopodal wioski Wakae, stali dowódcy Shigenari Kimura, Sadatori Naitō i Hirosada Yamaguchi, z 5700 ludźmi. Usłyszawszy, że w tę stronę kieruje się sam Ieyasu Tokugawa, planowali pojmać go śmiałym atakiem, jednak natknęli się na doborową formację "czerwonych diabłów", prowadzoną przez  Naotakę Ii. Wydał on rozkaz ostrzelania przeciwnika, a po zakończeniu salw, samurajowie podlegli rodowi Ii zaszarżowali na wojska z Osaki, jednocześnie atakując jazdą ze skrzydeł, a od frontu nacierając piechotą uzbrojoną w miecze. Shigenari Kimura poległ w walce, a jego odciętą głowę podarowano Ieyasu. Z pogromu, jakiego dokonały "czerwone diabły" pod Wakae, zdołał się wyrwać brat Shigenariego, Muneaki Kimura, razem z 300 wojownikami. Zamiast się wycofać, ruszył na północ i zaatakował niespodziewanie inną część armii siogunatu, w której znajdowali się Ieyasu i Hidetada, aby wypełnić pierwotne zamierzania i porwać tego pierwszego, ale został odrzucony przez straż przednią wojsk Wschodu, dowodzoną przez Nagashige Niwę.

### 4 VI 1615 – bitwa pod Tennōji

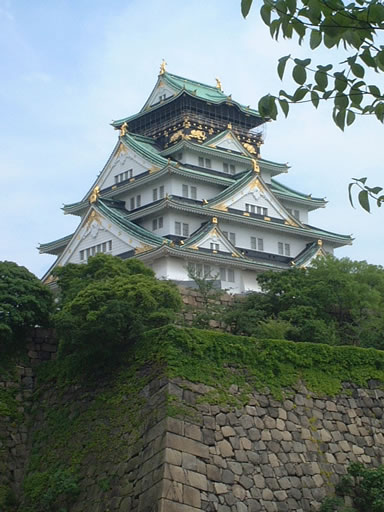
Główna wieża zamku Ōsaka, która najdłużej opierała się napastnikom i poddała się dopiero rankiem 5 czerwca, po całonocnym bombardowaniu z europejskich kolubryn. Odrestaurowana w 1997

Po klęskach pod Yao i Wakae, wieczorem 3 czerwca, generałowie zamku w Osace odbyli naradę wojenną. Uzgodniono, że za wszelką cenę nie można dopuścić do ponownego oblężenia. Z tego powodu obrońcy postanowili wydać siłom siogunatu bitwę na wolnym polu. Naczelne dowództwo oddano w ręce Sanady, który wsławił się bohaterską obroną fortu Sanada-maru oraz zaangażowaniem na długo znacznie liczniejszych sił nieprzyjaciela podczas bitwy pod Dōmyōji.
Tymczasem oddziały Wschodu podzielone na dwie duże części maszerowały od strony świątyni Sumiyoshi oraz od Hirano. Ieyasu planował ponownie zająć pozycje w Chausa-yamie i Oka-yamie — jak podczas kampanii zimowej — i stamtąd poprowadzić oblężenie, jednak został zaskoczony, gdyż na miejscu rozebranego fortu Sanada-maru i dawnych umocnień zamku, stały pełne siły rodu Toyotomi i jego wasali. Przeciwko 150-tysięcznym wojskom siogunatu, Yukimura Sanada wystawił 54 tysiące samurajów oraz nieznaną liczbę rōninów. Plan, który ułożył, zakładał zaangażowanie liczniejszych sił Tokugawy stojących w centrum przez oddziały pod wodzą jego samego i Katsunagi Mōriego. W tym samym czasie Morishige Akashi z 2000 samurajów miał obejść nieprzyjaciela i zaatakować go z boku, koordynując natarcie z Morichiką Chōsokabe, któremu powierzono drugie skrzydło. W przełomowej chwili Hideyori Toyotomi miał opuścić zamek i dołączyć do głównej armii ze sztandarem swojego ojca, aby zwiększyć morale przyjaznych wojsk. Plan ten zakładał wykorzystanie faktu, iż jeszcze nie wszystkie siły siogunatu zostały rozstawione, a spora ich część, w tym oddziały Hidetady Tokugawy (idące od strony Yao) i armia Masamune Date spod Dōmyōji, dopiero zmierzały na pole bitwy.
Ostatecznie, armia z Osaki nie zdołała zrealizować wszystkich założeń taktycznych z powodu niesubordynacji panującej w szeregach rōninów, którzy zaatakowali zbyt szybko, a także nieudanym okrążeniu przeciwnika przez Akashiego, który wykazał się brakiem odpowiedniej znajomości terenu i pomylił kierunek. Mimo tych niepowodzeń, Sanada wykonał swoją rolę i natarł na armię siogunatu od frontu. Dzięki dużemu impetowi szarży, zdołał rozbić awangardę wojsk nieprzyjaciela, wzbudzając w nich panikę, dodatkowo powiększoną przez nieprawdziwe pogłoski o rzekomej zdradzie Nagaakiry Asano, szerzące się wśród żołnierzy Wschodu. Na czoło armii wysunął się Ieyasu Tokugawa, aby osobiście poderwać swoich ludzi do walki. Widząc go, samurajowie z Osaki uderzyli na otaczające go oddziały, a sam Yukimura zdołał przebić się do Ieyasu i stoczyć z nim pojedynek, w którym zwyciężył; nie dobił go jednak, gdyż zginął zaatakowany od tyłu przez żołnierzy Ieyasu. Śmierć naczelnego wodza złamała morale wojsk z Osaki. Początkowy impet natarcia wygasł, a oddziały zaczęły się cofać w kierunku zamku, dodatkowo zaatakowane przez Naotakę Ii i Takatorę Tōdō Takatorę (z armii Hidetady Tokugawy) oraz Masamune Date, których żołnierze akurat dotarli na pole bitwy i zaangażowali się w walkę. Pozostałe siły obrońców, ustawione na wzgórzu Oka-yama i dowodzone przez Harunagę Ono, zostały zepchnięte przez Hidetadę. Wpadając w panikę, dołączyły do reszty armii uciekającej w kierunku zamku. Ścigający ich żołnierze Tokugawy wkroczyli do Osaki i, plądrując miasto, posuwali się w kierunku głównej twierdzy.

### 4-5 VI 1615 – generalny szturm i zdobycie zamku

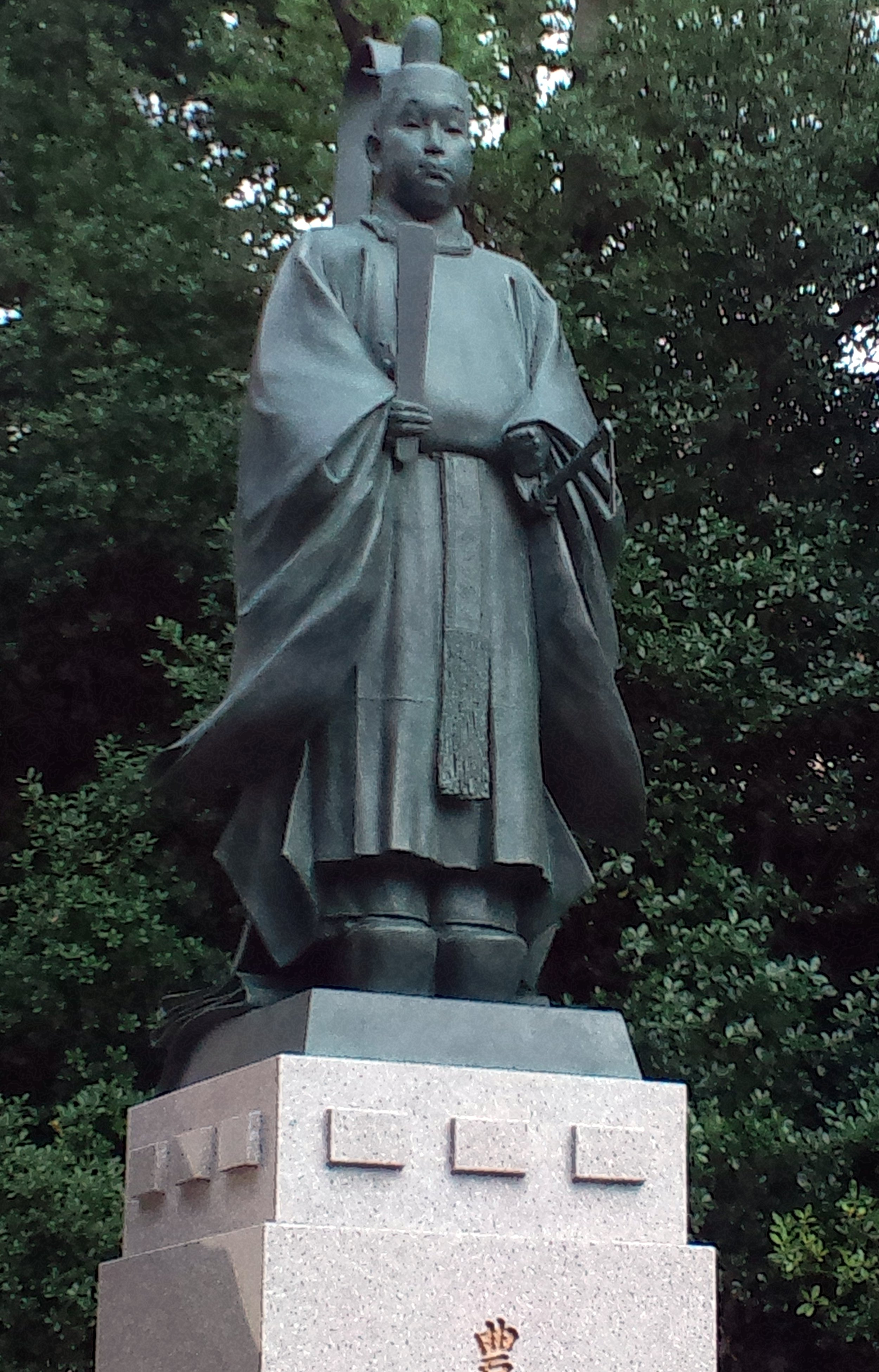
Pośmiertny pomnik Hideyoriego Toyotomi w świątyni Tamatsukuri Inari w Osace

Do szturmu na zamek przyłączył się Tadatsugu Ikeda z dużym, prawie 9-tysięcznym oddziałem, który podpłynął od strony morza, a także część armii siogunatu (w liczbie 6300 ludzi), która, nie biorąc udziału w bitwie, okrążyła Osakę i zaatakowała od północnego wschodu. Po południu, artyleria Tokugawy rozpoczęła ostrzał w stronę głównej wieży zamku w czasie, gdy żołnierze toczyli zaciekłą walkę z resztą wojsk Osaki na ulicach miasta. Mniej więcej wtedy, ktoś z zamkowego personelu podpalił go od środka, a ogień rozprzestrzenił się po całej twierdzy. Prawdopodobnie był to jeden z kucharzy, jednak jego dokładna tożsamość, jak również motywy pozostają nieznane. Spora część generałów służących rodowi Toyotomi zdecydowała się popełnić seppuku, ale większość obrońców nadal walczyła. Hideyori liczył, że zdoła porozumieć się z Ieyasu w sprawie kapitulacji Osaki, ale Tokugawa zamierzał wziąć zamek siłą i zabić wszystkich członków opozycji.
Chaotyczne oblężenie trwało jeszcze przez całą noc, aż do świtu 5 czerwca, kiedy Hideyori Toyotomi oraz jego matka Yodo-dono, nie widząc już szans na ratunek, popełnili samobójstwo, tym samym kończąc długi okres wojny między siogunatem a rodem Toyotomi.

## Po oblężeniu – utwierdzenie władzy nowego siogunatu
Ostateczne unicestwienie rodu Toyotomi zakończyło okres określany w historiografii jako okres Sengoku. Japonia została zjednoczona pod względem politycznym i żaden z feudałów nie podważał już autorytetu Ieyasu Tokugawy. Nowy siogunat utrzymał się przy władzy przez przeszło 250 lat.
Niemniej jednak zdobycie Osaki nie było dla Ieyasu oczywistym triumfem. Jednym z następstw kampanii letniej był konflikt z jednym z jego synów, Tadateru, który podczas bitwy pod Dōmyōji butnie odmówił przystąpienia do pościgu za wycofującym się wrogiem. W styczniu 1616 Tadateru zorganizował bunt, którego bezpośrednią przyczyną była odmowa przekazania mu przez ojca zamku i terenów wokół Osaki. Ieyasu obiecał mu je jeszcze przed oblężeniem, ale ostatecznie nie dotrzymał słowa ze względu na nieposłuszeństwo i krnąbrność swojego syna. Tadateru został poparty przez część daimyō, między innymi przez Masamune Date, ale ostatecznie przegrał i udał się na wygnanie.
Napięcia w Japonii trwały jeszcze przez około 30 lat. Poważne zagrożenie dla władzy centralnej nadeszło w 1638 w postaci dużego powstania w Shimabarze, wywołanego przez tamtejszych chrześcijan. Po zdobyciu Osaki, Tokugawowie zamówili u europejskich kupców kolejne działa, będąc pod wrażeniem ich dużej skuteczności. Ieyasu zmarł w 1616, w wieku 73 lat.
Z biegiem czasu, Osaka znacząco się rozrosła, stając się z jednym największych miast Japonii. Zamek został odrestaurowany dopiero w 1997 i stanowi atrakcję turystyczną. Starcia towarzyszące oblężeniu Osaki — pod Dōmyōji i Tennōji — obok Sekigahary, przeszły do historii jako największe bitwy samurajów w całej historii Japonii. Ostatni ich uczestnik, Tadateru Tokugawa, zmarł jako anonimowy mnich w 1683, w wieku 91 lat.